# Serchio
Serchio är en flod i Italien. Den är med sina 110 km Toscanas tredje största flod, efter Arno och Ombrone. Den rinner upp vid Monte Sillano och mynnar i Tyrrenska havet lite norr om Pisa.